# Zespół włosowo-wątrobowo-jelitowy

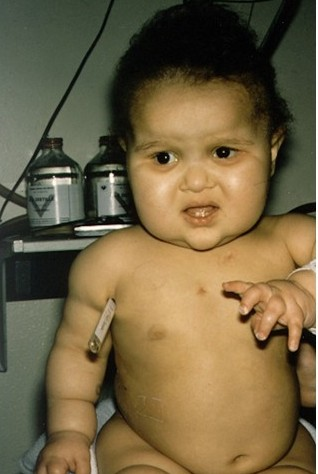
Dziecko z zespołem włosowo-wątrobowo-jelitowym

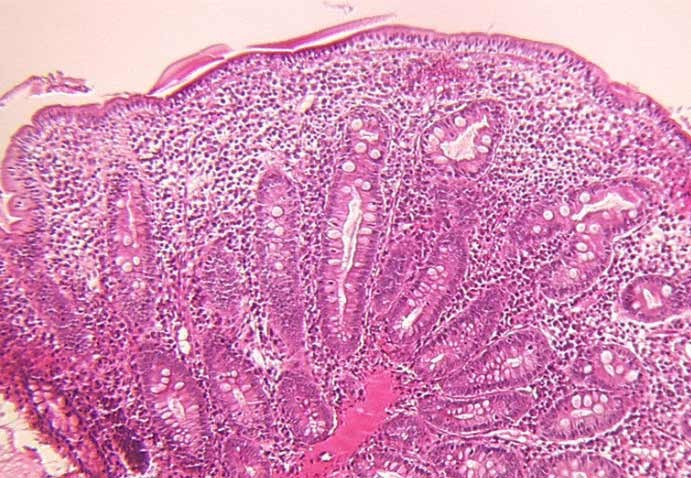
Obraz mikroskopowy nieprawidłowego nabłonka jelitowego u pacjenta z zespołem włosowo-wątrobowo-jelitowym, barwienie H-E

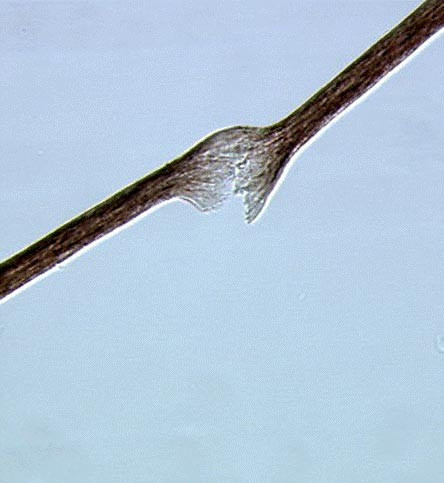
Nieprawidłowo zbudowany włos pacjenta z zespołem THE widziany pod mikroskopem

Zespół włosowo-wątrobowo-jelitowy (ang. tricho-hepato-enteric syndrome, THE, syndromic diarrhea, SD, phenotypic diarrhea, PD) – rzadki zespół wad wrodzonych, charakteryzujący się wrodzoną enteropatią, cechami dysmorficznymi twarzy, nieprawidłową budową włosów i dysfunkcją wątroby. Pierwsze dwa przypadki zespołu opisał Strankler i wsp. w 1982 roku.

## Epidemiologia
THE jest bardzo rzadką chorobą, znacznie rzadszą niż inne wrodzone enteropatie: atrofia mikrokosmków czy dysplazja nabłonka jelitowego. Przypuszczalnie częstość choroby jest niedoszacowana w związku z rzadkim rozpoznawaniem tej nowo opisanej jednostki chorobowej. Szacuje się, że w Zachodniej Europie THE występuje z częstością 1:300 000-1:400 000. Największa grupa pacjentów znajduje się pod opieką specjalistów z paryskiego Necker-Enfants Malades Hospital. Jak dotąd nie stwierdzono związku większej zachorowalności na THE z przynależnością do jakiejkolwiek grupy etnicznej. Wydaje się, że jest częstsza w małych, izolowanych populacjach w których dochodzi do związków małżeńskich między blisko spokrewnionymi osobami.

## Etiologia
Etiologia schorzenia nie jest poznana. Częstsze obserwowanie choroby w przypadkach małżeństw blisko spokrewnionych osób jest typowe dla chorób o autosomalnie recesywnym sposobie dziedziczenia. Jak dotąd nie zidentyfikowano locus genu, którego mutacje mogłyby zostać powiązane z zachorowaniami na THE.

## Objawy i przebieg
Matki dzieci z THE zgłaszają się do lekarza w okresie pół roku od narodzin dziecka z powodu utrzymującej się biegunki. W większości przypadków objawy pojawiają się jeszcze w okresie noworodkowym. Ciężkie upośledzenie wchłaniania prowadzi do niedożywienia z niedoboru białka. Dzieci wykazują niechęć do ssania i wymagają żywienia parenteralnego. Inne objawy to wewnątrzmaciczne zahamowanie wzrostu; noworodki znajdują się poniżej 10 percentyla. Typowo stwierdza się cechy dysmorficzne twarzy: wydatne czoło i policzki, szeroki grzbiet nosa i hiperteloryzm oczny. Większość dzieci nieprawidłowo się rozwija i wykazuje opóźnienie umysłowe. Charakterystyczna jest nieprawidłowa budowa włosów, które są wełniste, łatwo wypadają i są jasne, nawet u dzieci środkowowschodniego pochodzenia. Mikroskopowo rozpoznaje się włosy skręcone (pili torti), anizotrychozę, poikilotrychozę, trichorrhexis nodosa, rozszczepienie podłużne łodygi włosa i trichotiodtsrofię. W niektórych przypadkach badanie SEM ujaniło tzw. trichorrhexis blastysis. W części przypadków badanie biochemiczne wykazało nieprawidłowości składu aminokwasowego włosów, w tym niskie stężenie cystyny u pacjentów z trichotiodystrofią. U około 50% pacjentów rozwija się niewydolność wątroby.

## Rozpoznanie
Zaproponowano kryteria rozpoznania THE (Goulet, 2008). Zespół można podejrzewać u pacjenta, u którego stwierdzono trzy z następujących objawów:
- wewnątrzmaciczne zahamowanie wzrostu (IUGR)
- ciężka, trudna do opanowania biegunka o wczesnym początku
- typowa dysmorfia twarzy (wydatne czoło i policzki).

Ponadto u większości pacjentów stwierdza się nieprawidłową budowę włosów (trichorrhexis nodosa), niedobory odporności, opóźnienie wzrostu i opóźnienie umysłowe. U około połowy pacjentów współwystępuje choroba wątroby o zmiennym nasileniu.